# Raseborg
Raseborg [rɑːsəˈbɔrj] (finska: Raasepori) eller Raseborgs stad är en kommun i landskapet Nyland i Finland. Storkommunen Raseborgs stad bildades den 1 januari 2009 genom sammanslagningen av de tre tidigare självständiga kommunerna Karis stad, Ekenäs stad och Pojo kommun. Raseborg är belägen vid Finska vikens kust cirka 70 kilometer väster om Helsingfors och cirka 100 kilometer öster om Åbo. Staden gränsar till Hangö, Kimitoön, Salo, Lojo och Ingå kommuner. I söder har Raseborg en stor skärgård, rik på fjärdar och öar.
Folkmängden i Raseborg uppgick år 2021 till omkring 27 484 invånare, stadens totala areal utgörs av 2 354,26 km², varav landarealen utgörs av 1 148 km². Folktätheten uppgick den 1 januari 2014 till 25,0 invånare/ km².
Stadens språkliga status är tvåspråkig, med svenska som majoritetsspråk (64,6 %) och finska som minoritetsspråk (30,9 %). Raseborg är därmed Finlands största kommun med svenska som majoritetsspråk. Här utkommer svenskspråkiga dagstidningen Västra Nyland två gånger i veckan.

## Historia

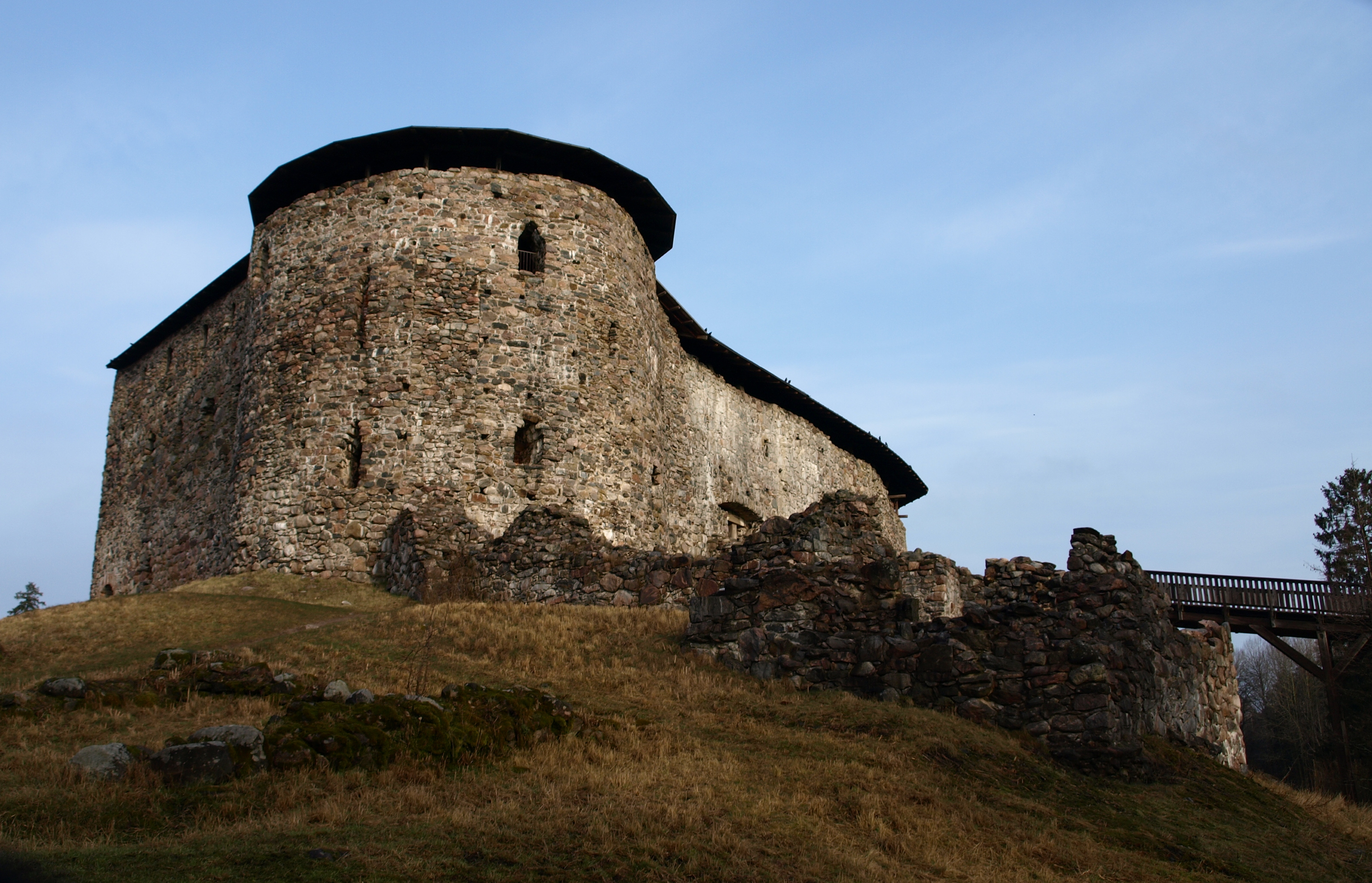
Raseborgs slott är idag en ruin.

Raseborgs stad bildades vid årsskiftet 2008/2009 och består av de tidigare kommunerna Karis, Pojo och Ekenäs. Respektive kommuners kommunfullmäktige accepterade kommunsamgången den 18 juni 2007. Som brukligt är lämnades en anhållan om kommunsammanslagningen in till finansministeriets kommunavdelning. Ärendet behandlades och bifölls i statsrådet. Under förundersökningen om förutsättningarna för en kommunsammanslagning var även kommunerna Hangö och Ingå med men de valde att stå utanför sammanslagningen.
Bakgrunden till kommunsammanslagningen var förändrade regler för statsbidrag till kommunal verksamhet (regeringens proposition 155/2006 rd) och en förhoppning att större förvaltningsenheter skulle underlätta planeringen av hälsovård och social verksamhet.
Stadsvapnet har fastställts till att vara åtta vitsippor i en ring på grön botten med en gyllene murkrona. Den nya kommunen har ett fullmäktige bestående av 43 ledamöter och en styrelse bestående av 11 ledamöter. Namnfrågan inför kommunsammanslagningen var både en liten och kort process. Raseborg är ett namn med urgammal hävd på hela regionen, som på medeltiden ingick i Raseborgs län. Namnet Raseborg härstammar från den medeltida borg, Raseborgs slott, vars ruiner fortfarande finns kvar i regionen.
Hela Raseborgstrakten är en urgammal svenskbygd. Enligt vedertagen historieskrivning började svenska nybyggare kolonisera sydvästra Finlands kust på 1100-talet som dessförinnan endast hade besökts av nomadiserande jägar- och fiskarfolk.

## Geografi
Av öarna är följande de största: Älgö, Gullö, Jussarö, Strömsö, Skärlandet, Torsö och Odensö.[källa behövs] Det finns cirka 1 300 öar i Raseborg.

### Klimat
Raseborgs klimat är jämförelsevis ganska milt. Detta gynnar växtligheten som är mångfaldig. I skogarna växer till exempel förutom tall, gran och björk även al, ask, alm, asp, ek, hägg, lönn, lind, och hassel helt vilda. I trädgårdarna odlas med framgång äppel-, päron-, plommon- och körsbärsträd samt flera slags bärbuskar. Årsmedeltemperaturen är 4,7 grader plus.

### Friluftsområden
Raseborg har flera friluftsområden, naturstigar och en nationalpark.
- Dagmarskällan är del av det 40 ha stora Dagmars park väster om Ekenäs.[11]
- Ekenäs skärgårds nationalpark omfattar 52 km². Rödjan fungerar som nationalparkens naturstuga. [12]
- Kopparö naturstig är belägen på Kopparö söder om Ekenäs.[13]
- Läppträsket är en fågelsjö, belägen strax söder om Karis stad med två fågeltorn.[14]
- Ramsholmens parkskogsområde (Hagen-Ramsholmen-Högholmen) är ett ca 55 ha stort friluftsområde invid Ekenäs.[15]
- Skogsstigen Rissla är belägen i Fiskars.[16]
- Västerby friluftsområde är ett 1500 ha friluftsområde väster om Ekenäs.[17]

## Ekonomi och infrastruktur
Staden hyser det svenskspråkiga truppförbandet Nylands brigad, baserat i Ekenäs.

### Näringsliv
De åtta största arbetsgivarna i Raseborgs stad:
1. Raseborgs stad (1 350)
2. Västra Nylands sjukvårdsområde (650)
3. Fiskars Brands, Finland (450)
4. Folkhälsan Raseborg (400)
5. IDO/Sanitec (300) är ett företag som tillverkar badrumsporslin
6. Sisu Auto (200) är en lastbilstillverkare
7. Yrkeshögskolan Novia (150)
8. Nylands brigad

### Kommunikationer
Kommunikationerna är goda. Två järnvägslinjer sammanstöter inom stadens område, nämligen Hangöbanan och Kustbanan. Hangöbanan utgår från Karis, och fortsätter i sydvästlig riktning genom Dragsvik, Ekenäs och Skogby till Hangö stads område. Kustbanan som går i nordvästlig riktning mellan Helsingfors och Åbo har däremot station bara i Karis.
Bland de viktigaste vägarna förtjänar att nämnas en riksväg och två stamvägar. Riksväg 25 börjar i Hangö och fortsätter i nordostlig riktning genom Ekenäs och Karis mot Mäntsälä. Stamväg 52 utgår från korsningen med Riksväg 25 i Ekenäs, och fortsätter i nordlig riktning via Tenala in till landskapet Egentliga Finland. Stamväg 51 utgår från Riksväg 25 i Karis, och löper österut mot Helsingfors. Utom de redan nämnda vägarna finns det ett antal vägar (regionalvägar och förbindelsevägar) som förbinder orterna inom Raseborgs stad. Gamla Kungsvägen (Stora Strandvägen) som anlades på medeltiden mellan Åbo och Viborgs slott går genom stadens område. Kungsvägens sträckning genom södra Finland är märkt med tydliga trafikskyltar, Kungsvägen – Kuninkaantie.
Genom skärgården löper två farleder, den yttre farleden och den inre farleden. Här kan nämnas att svenska vikingar använde på sin tid den inomskärs löpande farleden på sina färder till Ryssland. Första gången öarna i skärgården omnämns i historiska dokument är i en dansk farledsbeskrivning från 1200-talets mitt,  Kung Valdemars segelled . I sydvästra delen av skärgården finns en nationalpark, Ekenäs skärgårds nationalpark.

## Utbildning
Stadens skolväsende upprätthåller 13 svenskspråkiga och 7 finskspråkiga skolor inom den grundläggande utbildningen samt 2 svenskspråkiga och 1 finskspråkig inom gymnasieutbildningen. Skolorna är följande: Bromarv skola (åk 1-6), Höjdens skola (Tenala) (åk 1-9), Katarinaskolan ( f.d. Karis svenska lågstadium) (åk 1-6), Snappertuna skola (åk 1-4), Billnäs skola (åk 1-6), Västerby skola (åk 1-6), Mustion koulu (åk 1-6), Svartå skola (åk 1-6), Österby skola (åk 1-6), Fiskarin koulu (åk 1-6), Klinkbackan koulu (åk 1-6), Kirkonkylän koulu (Skuru) (åk 1-6 ), Prästkulla skola (åk 1-6), Pojo kyrkoby skola (åk 1-6), Karis svenska högstadium (åk 7-9), Karjaan yhteiskoulu (åk 7-9), Kiilan koulu (åk 1-6), Tammipuiston koulu (åk 1-9), Hakarinteen koulu (1-9), Seminarieskolan (Ekenäs) (åk 1-6),. Ekenäs högstadieskola (åk 7-9), Karis-Billnäs gymnasium, Karjaan lukio och Ekenäs gymnasium.
Övriga skolor: Axxell (svenskspråkig yrkesutbildning för ungdomar och vuxna samt folkhögskoleutbildning), Yrkeshögskolan Novia (utbildar agrologer (YH), skogsbruksingenjörer (YH), hortonomer (YH), miljöplanerare (YH) på både svenska och engelska men inte på finska, ingenjörer (YH, byggmästare och IT-tradenomer.), Ekenäs sjukvårdsskola, Medborgarinstitutet Raseborg, Musikinstitutet Raseborg och Mikaelskolan som är en 9-årig, privat steinerskola.

## Styre och politik

### Mandatfördelning i Raseborgs stad, valen 2008–2025
|  |  | 20 | 4 | 3 | 27 |  |  |

| 39 | 20 |

|  |  | 12 | 4 |  | 21 |  | 2 |

| 28 | 15 |

|  | 13 | 4 |  | 22 | 2 |

| 28 | 15 |

| 2 | 12 | 3 |  | 23 | 2 |

| 22 | 21 |

| 2 | 13 | 3 | 21 | 4 |

| 23 | 20 |

## Befolkningsutveckling
| Befolkningsutvecklingen i Raseborgs stad 1975–2020                                                           | Befolkningsutvecklingen i Raseborgs stad 1975–2020 | Befolkningsutvecklingen i Raseborgs stad 1975–2020 | Befolkningsutvecklingen i Raseborgs stad 1975–2020 | Befolkningsutvecklingen i Raseborgs stad 1975–2020 |
| --- | -------------------------------------------------- | -------------------------------------------------- | -------------------------------------------------- | -------------------------------------------------- |
| |                                                    |                                                    |                                                    |                                                    |
| År |                                                    |                                                    | Folkmängd                                          |                                                    |
| 1975 | 1975                                               |                                                    | 29 791                                             |                                                    |
| 1980 | 1980                                               |                                                    | 27 972                                             |                                                    |
| 1985 | 1985                                               |                                                    | 28 140                                             |                                                    |
| 1990 | 1990                                               |                                                    | 28 565                                             |                                                    |
| 1995 | 1995                                               |                                                    | 28 567                                             |                                                    |
| 2000 | 2000                                               |                                                    | 28 436                                             |                                                    |
| 2005 | 2005                                               |                                                    | 28 396                                             |                                                    |
| 2010 | 2010                                               |                                                    | 29 065                                             |                                                    |
| 2015 | 2015                                               |                                                    | 28 405                                             |                                                    |
| 2020 | 2020                                               |                                                    | 27 528                                             |                                                    |
| Anm: Uppgifterna avser förhållandena den 31 december nämnda år enligt områdesindelningen den 1 januari 2022. |                                                    |                                                    |                                                    |                                                    |

## Kultur

### Musik
- Country Express är country and western-grupp från Karis.
- Faces är en årlig musikfestival i Raseborg.

### Teater
- Raseborgsspelen är en sommarteater som spelar invid Raseborgs slott årligen sedan 1971.
- Sommarteater på Svartå slott.[19]
- Tryckeriteatern är en amatörteater som är verksam i Karis.

### Utställningar
- Fiskars hantverkare, formgivare och konstnärers andelslag Onoma har arrangerat sommarutställningar sedan 1994.[20]

### Sevärdheter

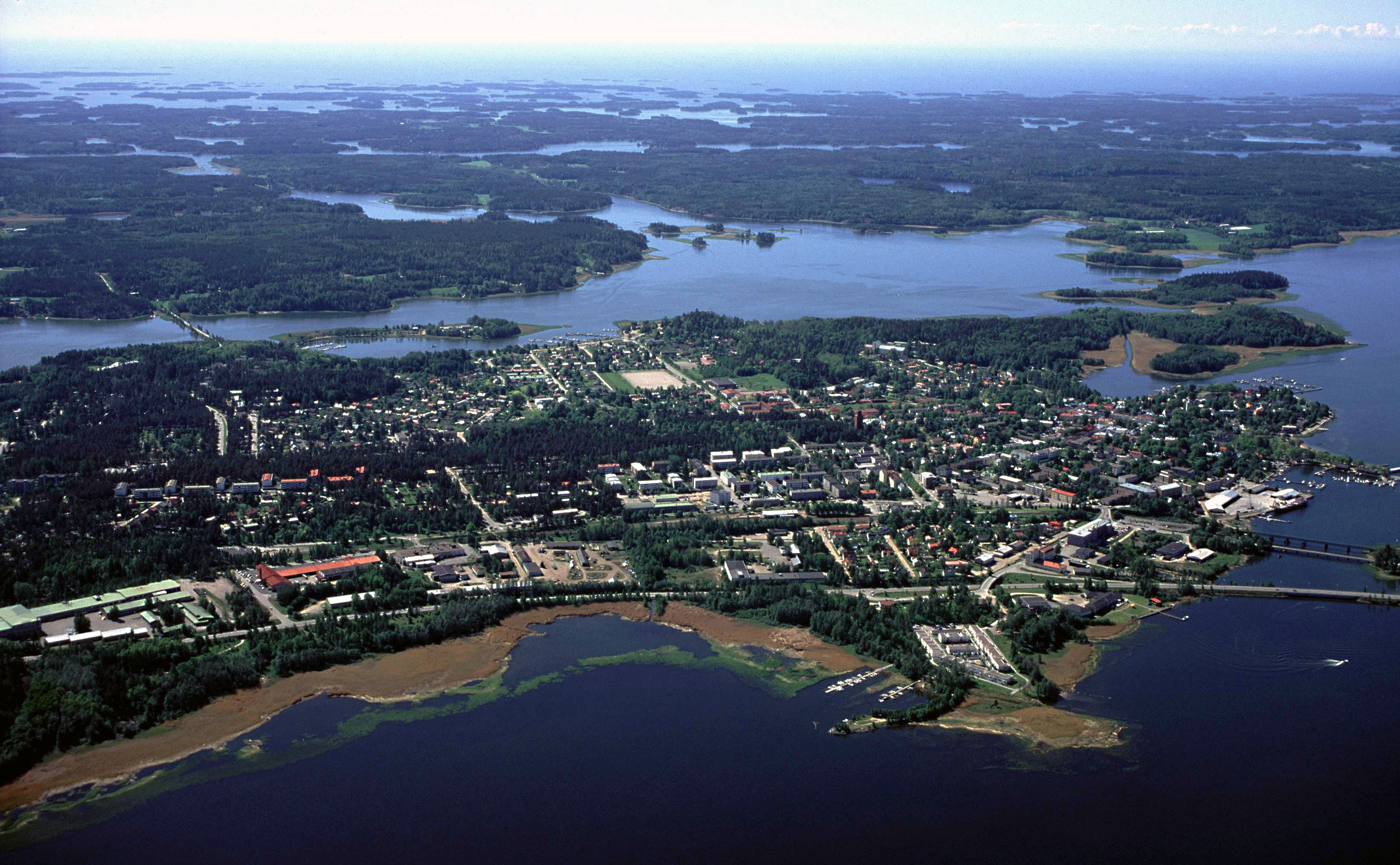
Ekenäs. Flygbild från norr.

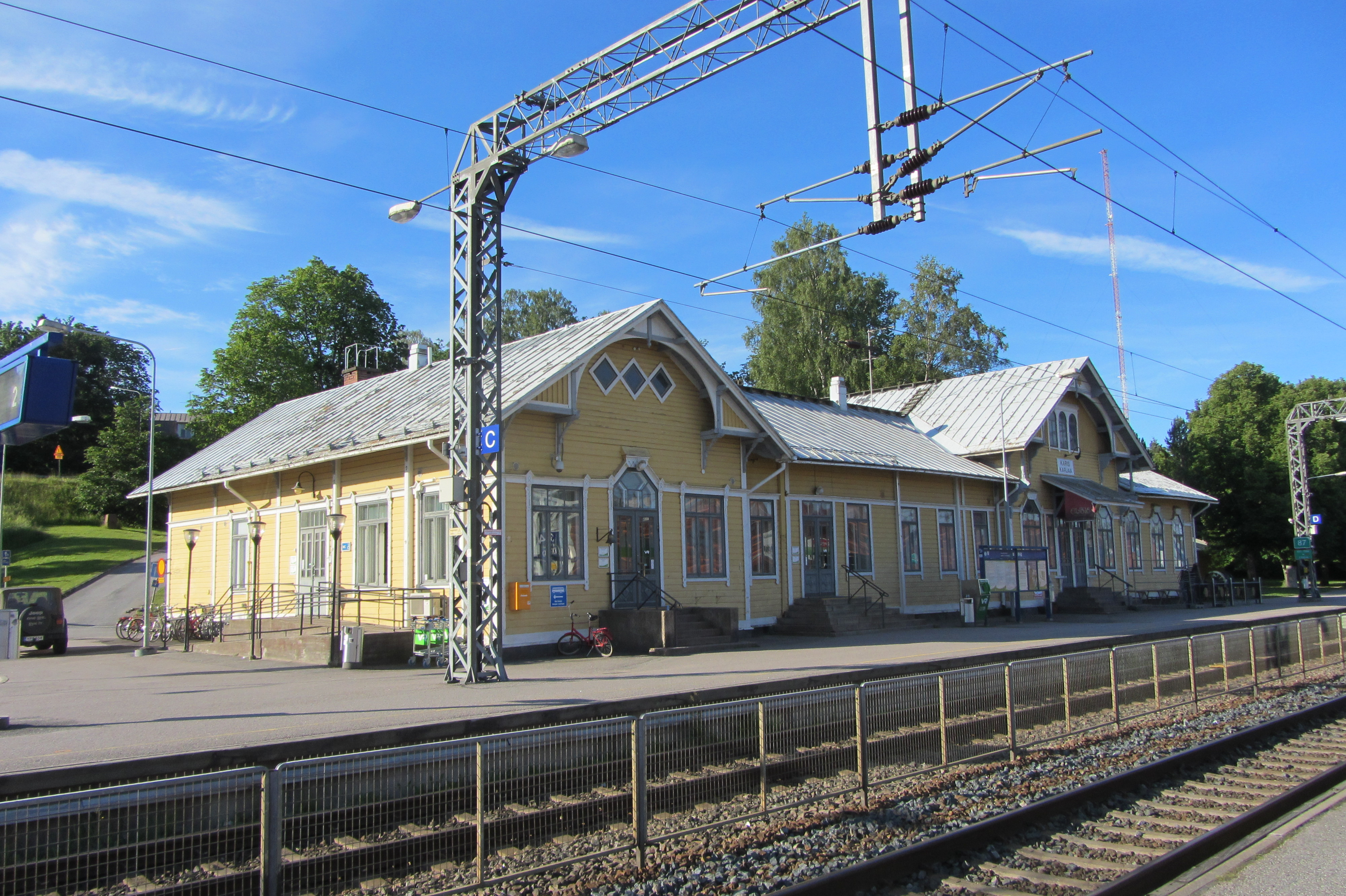
Karis järnvägsstation.

#### Historiska bebyggelser
- Raseborgs slott grundades på 1370-talet och var i användning till 1500-talet. Sommarteatern Raseborgsspelen spelar invid borgen.
- Gamla stan (Barckens udde) i Ekenäs är en enhetlig trähusbebyggelse huvudsakligen från slutet av 1700-talet och början av 1800-talet.
- Brukssamhällena Fiskars, Billnäs, Antskog, Åminnefors samt Svartå bruk som är Finlands äldsta järnbruk.

#### Kyrkor
Raseborg har flera medeltida kyrkor.
- Bromarvs kyrka invigdes 1981 i Bromarv.
- Ekenäs kyrka är en gråstenkyrka från 1680-talet i Ekenäs.
- S:ta Maria kyrka är en stenkyrka invigd 1480 i Pojo.
- Snappertuna kyrka är områdets äldsta korsformiga kyrka som blev färdig 1689 i Snappertuna.
- S:ta Katarina kyrka uppfördes 1470 i Karis.
- Svartå kyrka togs i bruk på 1760-talet i Svartå.
- Tenala kyrka är en på 1300-talet uppförd gråstenskyrka i Tenala.

#### Museum
- Ekenäs museicentrum består av bland annat Västra Nylands landskapsmuseum och permanentutställningar om "Alla tiders Ekenäs" och Helene Schjerfbeck.
- Fiskars museum är ett kulturhistoriskt lokalmuseum i Fiskars.
- Snappertuna forngård är ett friluftsmuseum i Snappertuna.
- Svartå hembygdsmuseum är ett museum i Karis.

### Idrott
Här följer ett axplock idrottsföreningar i Raseborg: 
- BK-46 är en idrottsförening som verkar i Karis. Handbollssektionens herrar är det mest framgångsrika handbollslaget i Finland genom tiderna.
- Ekenäs IF (EIF) är en mångsidig idrottsförening som verkar i Ekenäs.
- IF Raseborg, är en friidrottsklubb, bildad 2008 genom sammanslagning av Ekenäs IF:s och Karis IK:s friidrottssektioner.
- OK Raseborg är en orienteringsförening som har verksamhet i området.
- Kanotklubben Wågen, verkar i Ekenäs.
- Rasbudo ITF Taekwon-do rf, kampsportsförening med eget sportcenter i Dragsvik. Vald till årets förening 2017 på Finlandssvenska idrottsgalan.
- Österby Sportklubb.
- Pojo Sport är en idrottsförening som verkar i Pojo kyrkoby.
- Bruksgolf är en golfklubb som verkar i Pojo. Klubbens 14. bana är Finlands längsta par 5 bana, 603 m.

## Personer från Raseborg
- Jannika B, sångare född i Ekenäs.
- Thomas Blomqvist, politiker född i Ekenäs.
- Jörn Donner, författare och politiker, fritidsboende i Bromarv, satt i Ekenäs stadsfullmäktige 2001–2003.[22]
- Janne Grönroos, programledare och stand-up komiker, uppvuxen i Ekenäs. [23]
- Dan Olofsson, svensk entreprenör, företagsledare och filantrop född i Ekenäs.
- Mikael Källman, handbollsspelare född i Karis.
- Ernst Linder, svensk generalmajor född i Pojo.
- Nicke Lignell, skådespelare född i Bromarv.
- Pauli Nevala, spjutkastare född i Pojo.
- Gustaf John Ramstedt, vetenskapsman och diplomat född i Ekenäs.
- Helene Schjerfbeck, konstnär, bosatt i Ekenäs på 20- och 30-talet.
- Suvi-Anne Siimes, politiker, satt i Pojo stadsfullmäktige 1993-1998.
- Malla Silfverstolpe, svensk författare född i Snappertuna.
- Tommy Taberman, författare född i Ekenäs.
- Peter Thorwöste, holländare, grundade Fiskars bruk år 1649
- Nils Torvalds, journalist och politiker född i Ekenäs.
- Ole Torvalds, poet, journalist och översättare född i Ekenäs.
- Are Waerland, författare född i Ekenäs.
- Hans Wind, stridflygare född i Ekenäs.